# Rhampsinitus (geslacht)
Rhampsinitus is een geslacht van hooiwagens uit de familie Phalangiidae (Echte hooiwagens).
De wetenschappelijke naam Rhampsinitus is voor het eerst geldig gepubliceerd door Simon in 1879. 

## Soorten
Rhampsinitus omvat de volgende 47 soorten:
- Rhampsinitus angulatus
- Rhampsinitus ater
- Rhampsinitus bettoni
- Rhampsinitus brevipalpis
- Rhampsinitus brevipes
- Rhampsinitus capensis
- Rhampsinitus crassus
- Rhampsinitus cristatus
- Rhampsinitus discolor
- Rhampsinitus echinodorsum
- Rhampsinitus ephippiatus
- Rhampsinitus fissidens
- Rhampsinitus flavidus
- Rhampsinitus forsteri
- Rhampsinitus fuscinatus
- Rhampsinitus granarius
- Rhampsinitus hewittius
- Rhampsinitus hispidus
- Rhampsinitus ingae
- Rhampsinitus keniatus
- Rhampsinitus lalandei
- Rhampsinitus lawrencei
- Rhampsinitus leighi
- Rhampsinitus levis
- Rhampsinitus longipalpis
- Rhampsinitus maculatus
- Rhampsinitus morosianus
- Rhampsinitus nubicolus
- Rhampsinitus pectinatus
- Rhampsinitus qachasneki
- Rhampsinitus quadridens
- Rhampsinitus quadrispina
- Rhampsinitus salti
- Rhampsinitus scabrichelis
- Rhampsinitus scutiger
- Rhampsinitus silvaticus
- Rhampsinitus soerenseni
- Rhampsinitus somalicus
- Rhampsinitus spenceri
- Rhampsinitus spinifrons
- Rhampsinitus suzukii
- Rhampsinitus telifrons
- Rhampsinitus tenebrosus
- Rhampsinitus traegardhi
- Rhampsinitus transvaalicus
- Rhampsinitus unicolor
- Rhampsinitus vittatus